# 工場野菜
工場野菜（こうじょうやさい）とは、植物工場（野菜工場）にて栽培された野菜を指す。

## 安全性
- 雑菌に関して

衛生管理された工場内で栽培され、出荷まで一元管理され水耕栽培のため、雑菌やカビの繁殖が見られないか、非常に少ない。
- 農薬に関して

工場栽培の特性上、無農薬でも虫害の影響を受ける事がほとんどない。そのため、見た目が整って綺麗であり、農薬に関する危険性がほとんどない。
- 養分液に関して

工場栽培は養液栽培のため、土を使わずに養分液のみで野菜を成長させる。その際に使われる養分液の成分や管理方法が工場によって異なるため、それらの安全性の判断が必要。

## 品質
- 成分含有量を調整し、完全管理の元に栽培されるため、栄養価を含めた品質と供給量が一定に保たれる。

## 値段
- 屋内にて管理の元に栽培されるため、季節や災害による影響を受けない。そのため、値段の変動が小さい。
- しかし工場建設や管理等の維持費のコストが高いため、野菜自体の値段も多少割高になる。
- 野菜自体の値段が多少高くても、露地物と比較し、土をおとしたり洗浄したりする手間や、雑菌の繁殖が非常に少ないため、トータルコストでは露地物と変わらない場合もある。特に雑菌による弊害に注視している大規模外食チェーンやコンビニなどで歓迎されている。

## 種類
- トマト、レタス、カイワレダイコン、エノキタケ、もやしなどがある。